# François Xavier Lê Văn Hồng
François Xavier Lê Văn Hồng (ur. 30 czerwca 1940 w Trí Bưu) – wietnamski duchowny rzymskokatolicki, w latach 2012-2016 arcybiskup Huế.

## Życiorys
Święcenia kapłańskie przyjął 21 grudnia 1969. 19 lutego 2005 został prekonizowany biskupem pomocniczym Huế ze stolicą tytularną Carpathus. Sakrę biskupią otrzymał 7 kwietnia 2005. 18 sierpnia 2012 objął urząd arcybiskupa. 29 października 2016 przeszedł na emeryturę.